# Parafia Nawiedzenia Najświętszej Maryi Panny w Rączynie
Parafia Nawiedzenia Najświętszej Maryi Panny w Rączynie − parafia rzymskokatolicka znajdująca się w archidiecezji przemyskiej, w dekanacie Kańczuga.

## Historia
W 1924 roku w Rączynie przy ochronce sióstr Służebniczek Starowiejskich powstała kaplica, którą w 1926 roku poświęcono pw. Nawiedzenia Najświętszej Maryi Panny.
25 lipca 1958 roku dekretem bpa Franciszka Bardy została erygowana ekspozytura, z wydzielonego terytorium parafii Pantalowice. 
W 1993 roku podjęto decyzję o budowie nowego kościoła. 8 listopada 1998 roku abp Józef Michalik poświęcił nowy kościół. 6 listopada 2008 roku abp Józef Michalik dokonał konsekracji nowego kościoła.
Na terenie parafii jest 909 wiernych.
Proboszczowie parafii:
1958–?. ks. Paweł Jękot (ekspozyt).
1962–1969. ks. Władysław Bać (ekspozyt).
1969– ks. Władysław Gąska.
ks. Jan Bień.
?–2009. ks. Jan Kuca.
2009–2019. ks. Stanisław Wojdyła.
2022– nadal ks. Grzegorz Gładysz.